# オンラインカート ステアLINK
『オンラインカート ステアLINK（ - リンク）』は、元気及び元気モバイル、クロスゲームズ、ダイスネットワークスが開発したオンラインレースゲームである。ゲームポットが運営していた。旧名は「オンラインカート ステア」、「オンラインカート ステアDASH」（ - ダッシュ）。

## 概要
2006年7月と9月にクローズドβテストが行われたが、サーバーへの負荷が大きいなどの問題があったため、それらの問題を修正した後、2007年2月に3回目のクローズドβテストが行われた。4月12日よりオープンβテストを開始する。基本料金無料でプレイできる。一部のアイテムを現金で購入するアイテム課金制になっている。
その後、2007年10月17日17時にアップデートバージョン「オンラインカート ステア DASH」へリニューアルさせるため、同年の10月12日からDASHの稼働日までプレイ休止期間を迎える。なお、クライアントデータの引き継ぎはなく、新しく取得し直す事になった。
2007年12月19日に正式サービスが開始された。
2008年11月12日のメールマガジンで12月中に大型アップデートを行うことを発表。アップデート後はオンラインカート ステア LINKとなる予定である。当初、12月5日のアップデートを目指していた模様だが、12月に入り「致命的な不具合が発生した」ため5日中のアップデートから2009年1月7日に延期となった。同時にタイトルを「オンラインカート ステアLINK」に改称した。
しかし、諸般の事情から2009年4月30日にサービスを終了した。

## 特徴
最大6人で同時に対戦することができる。魔法を使うことで自身の能力を高めたり、相手を妨害したりしながら1位を目指す。

AクラスとBクラスがあり、初心者はBクラスからスタートする。AクラスはAクラス用のステアを所持することで挑戦できる。

## キャラクター
ラルフ
リリア
セドリアル
マイア
シリウス

## ステア
パーツを装備することによってオリジナルのステアを作ることができる。
- Bクラスステア
  - スプリガン（オレンジ）
  - スキュラ
  - ヤクトパンツァー
  - スプリガンターボ（赤＋オレンジの柄）
  - ショットホッパー
  - レーガン
- Aクラスステア
  - スプリガン（ブルー）
  - どりぃ〜む☆しふぉん
  - ホットロッド
  - スプリガンターボ（赤＋シルバーの柄）
  - ブリッキー
  - ダンガンマグナム

## コース
コースにはBクラスから走行可能なコースと、Aクラスから走行可能なコースがある。

また、それぞれのコースで逆向きに走るリバースコースが設定できるようになった。
- Bクラスから走行可能なコース
  - ラマイリンク
  - インフィニット ドラゴン
  - インフィニット ドラゴンII
  - ドラゴン フォールズ
  - メンヒル鉱山
  - ツンドラゴン
  - ツンドラゴンII
- Aクラスから走行可能なコース
  - メンヒル鉱山II
  - マンドラゴラ遺跡
  - マンドラゴラ遺跡II